# Ramon de Vilafranca
Ramon de Vilafranca (Tarragona, segle xiii - Tortosa, (?) 1279) va ser un sacerdot i Canonge a la Seu de Tarragona i Cambrer a la vila de Reus. El càrrec de Cambrer de Reus comportava el domini senyorial d'un terç de la vila, la residència al Castell del Cambrer i la totalitat de la senyoria i els delmes pel que fa al terme parroquial, i estava reservat al canonge cambrer de la catedral de Tarragona.
Pertanyia a una nissaga de cavallers establerts al Camp de Tarragona des dels temps de la repoblació. Un avantpassat seu, Berenguer de Vilafranca, acompanyava el guerrer normand Robert d'Aguiló en la reconquesta d'aquells territoris.
Es desconeix quan va prendre possessió de la canongia però ja està documentat en temps de Pere d'Albalat, quan va signar, entre molts altres, la creació del monestir dels Orde dels Predicadors a Tarragona. El 1250 va anar a Mallorca amb l'arquebisbe, el paborde i part dels canonges tarragonins, on hi va restar alguns mesos. La Mitra tarragonina hi tenia interessos, i va atorgar a Guillem de Torroella el lloc de Benimugec.
En temps del prelat Benet de Rocabertí, Ramon de Vilafranca es va convertir en un dels més ferms partidaris seus, i va estar al seu costat des del primer moment, recolzant-lo en les reformes que volia fer, i durant tot el conflicte entre l'arquebisbe i el capítol. El 1255 actuava de testimoni contra el paborde Arnau Gibot i a favor de l'arquebisbe. El 1256 va sortir en defensa de l'arquebisbe presentant una apel·lació a la Seu Apostòlica a causa de les penes imposades pel Nunci apostòlic Nicolau de Terracina a l'arquebisbe i a altres canonges de la Seu, on assegurava que sabia que l'arquebisbe no havia incorregut en pena d'Excomunió, i que aquest fet era un greu perjudici a l'arquebisbe i a la seva jurisdicció. Però ell també va ser excomunicat i enviat a Roma juntament amb l'arquebisbe, i tots els canonges del seu bàndol. El 17 de maig de 1259 se li va aixecar la pena. Benet de Rocabertí es quedà a Laterà, vora el Pontífex, i Ramon de Vilafranca tornà a Tarragona, on va exercir el càrrec d'oficial de l'arquebisbe.
El 1261 Ramon de Vilafranca va rebre una carta de Benet de Rocabertí, que escara s'estava a Roma, explicant que el Papa Alexandre IV havi manat convocar un concili provincial davant de l'amenaça d'una nova escomesa dels Tàrtars sobre Europa. El concili es va reunir a Tarragona pel maig de 1261, sota la presidència dels bisbes de Saragossa i Vic, i amb assistència dels bisbes d'Osca, Barcelona, Lleida, Tortosa i València. També hi eren els procuradors dels bisbes de Pamplona, Tarazona, Calahorra i Girona, i molts abats i clergues. Les conclusions es van enviar al Papa per carta a finals del mateix mes de maig de 1261.
Els darrers temps de l'arquebisbe Benet de Rocabertí van ser de gran enrenou, amb nous enfrontaments entre els canonges i el prelat. El 1267 els canonges apel·laren al papa contra l'arquebisbe. El 1268 Benet de Rocabertí va excomunicar els canonges "rebels" acusant-los de pertorbar i voler destruir l'església de Tarragona, de no observar la regla capitular i de ser inobedients a la seva autoritat. Ramon de Vilafranca va ser també un d'aquests excomunicats. Mentrestant, la Cambreria de la vila de Reus que havia retingut de forma il·legal Benet de Rocabertí i havia portat enfrontaments amb els cambrers Pere Bernat i Guillem de Banyeres, després de la mort de l'arquebisbe va donar lloc a enfrontaments violents. Quan va morir l'arquebisbe, es va trigar un bon temps a nomenar-ne un altre, ja que la Seu Pontifícia va estar vacant des del 1268 al 1271. A Tarragona, uns quants canonges, que són els que proposen arquebisbe, i altres dignitats eclesiàstiques, estaven excomunicats, i, sense papa ni arquebisbe no es podia aixecar l'excomunió. Amb tot, Ramon de Vilafranca va actuar de fet com a governador eclesiàstic "Sede vacante". Això el va portar a un dur enfrontament amb el Cambrer de Reus i cal suposar que amb altres dignitats, suposadament col·locades de manera il·legal.
L'enfrontament amb Guillem de Banyeres va anar molt més enllà de les accions jurídiques. Sabem que el 1269, Guillem de Banyeres va ferir greument Ramon de Vilafranca, que va arribar a les portes de la mort. Vilafranca, es va recuperar i per l'abril de 1269 va presentar un plet contra Guillem de Banyeres demanant una forta indemnització, plet que va guanyar. La sentència deia que tots els béns de Guillem de Banyeres passaven a mans de Ramon de Vilafranca, però de moment, tot i que sembla que va prendre possessió de la cambreria, la sentència no es va executar, ja que Guillem de Banyeres va apel·lar a la Cúria Romana i el plet es va allargar uns anys més. Finalment però, el 1274, Ramon de Vilafranca va guanyar el plet. El mateix any, va ser nomenat pel nou arquebisbe Bernat d'Olivella Ardiaca de la Seu de Tarragona, una vegada aquesta autoritat hagués aixecat les excomunions que pesaven sobre una part dels canonges. L'arquebisbe havia demanat al Papa Gregori X  la concessió de poders per a aixecar les excomunions, i aquest ho va concedir pel desembre de 1273.
El 1275 l'arquebisbe va procedir a desmembrar les rendes de la Cambreria de Reus, molt cobejades pels canonges per la riquesa que aportaven. Les rendes de Reus van seguir en mans del cambrer, però va perdre les de Vila-seca i Tarragona, amb les quals l'arquebisbe va crear noves dignitats a la catedral: el Deganat i dos Ardiaconats (els de Vilaseca i de Sant Fructuós), i encara una part d'aquelles rendes havien de servir per millorar l'assignació del prior capitular. Com a Cambrer, Ramon de Vilafranca va signar diversos acords amb el castlà de la vila i va ser nomenat pel bisbe, a més, col·lector dels delmes de la diòcesi, càrrec que va exercir fins a la seva mort el 1279. És possible que morís a Tortosa fent de col·lector, i va ser enterrat al claustre dels canonges d'aquella Seu. A la seva mort, el succeí a la cambreria de la vila de Reus, el seu parent Bertran de Vilafranca.